# Каширское викариатство
Каши́рское викариа́тство — викариатство Московской епархии Русской православной церкви.

## История
Учреждено 2 мая 1893 года как викариастство Тульской епархии. Было названо по городу Кашира Тульской губернии.
В мае 1923 года Каширский уезд целиком передан в Московскую губернию. В связи с этим епископы Каширские стали викариями Московской епархии.
После того, как 3 января 1936 епископ Алексий (Сергеев) был переведён на другую кафедру, новые епископы Каширские в течение 51 года не назначались.
Викариатство было возрождено 30 декабря 1986 года, когда определением Священного Синода епископом Каширским, викарием Московской епархии, назначен архимандрит Феофан (Галинский).
С 1988 по 2017 год викариатство де-факто являлось титулярным, так как епископы Каширские служили в дальнем зарубежье.

## Архиереи
Каширское викариатство Тульской епархии
- Арсений (Иващенко) (30 мая — 18 декабря 1893)
- Михаил (Грибановский) (30 ноября 1895 — 19 января 1897) на епархии не был
- Георгий (Ярошевский) (2 июля 1906 — 1 февраля 1908)
- Евдоким (Мещерский) (1 августа 1909 — 30 июля 1914)
- Иувеналий (Масловский) (24 августа 1914 — 29 июля 1917)
- Корнилий (Соболев) (17 сентября 1917 — 22 января 1920)
- Мелхиседек (Николин) (9 октября 1920 — май 1922)
- Николай (Могилевский) (19 августа — 1 ноября 1923)

Каширское викариатство Московской епархии
- Варлаам (Пикалов) (24 марта 1925 — 17 ноября 1926)
- Стефан (Гнедовский) (1928 — октябрь 1929)
- Мануил (Лемешевский) (октябрь 1929 — 31 января 1930) в/у, еп. Серпуховский
- Арсений (Денисов) (март — декабрь 1931)
- Иннокентий (Клодецкий) (30 декабря 1931 — 22 ноября 1933)
- Иннокентий (Клодецкий) (6 сентября 1934 — 21 мая 1935)
- Алексий (Сергеев) (2 июня 1935 — 3 января 1936)
- Феофан (Галинский) (11 января 1987 — 25 декабря 1991)
- Марк (Петровцы) (1 ноября 1993 — 20 апреля 2005)
- Иов (Смакоуз) (20 апреля 2005 — 25 сентября 2018)
- Феогност (Гузиков) (26 февраля 2019 — н.в.)